# Thomas B. Thriges Fond
Thomas B. Thriges Fond er en erhvervsdrivende fond, der støtter dansk erhvervsliv, specielt inden for det elektrotekniske område.
Fonden er oprettet 23. december 1933 af den fynske iværksætter og fabrikant Thomas B. Thrige (1866-1938).
Thomas B. Thriges Fond ejer Thrige Holding A/S, der er ejer af den avancerede teknologivirksomhed Terma, som leverer højteknologisk udstyr til rumfart, fly, radar, m.m.
Det er muligt at søge midler fra fonden.

## Donationer
Fonden har gennem årene doneret finansielle ressourcer til en lang række projekter, deriblandt.
- Svejselaboratorium indrettet i Odense Tekniske Skoles nye fløj i 1955.
- Opførelsen af Thomas B. Thriges Kollegium i Odense 1983.
- 400.000 kr til Ørsted-satellitten i 1999.